# Martin Krpan

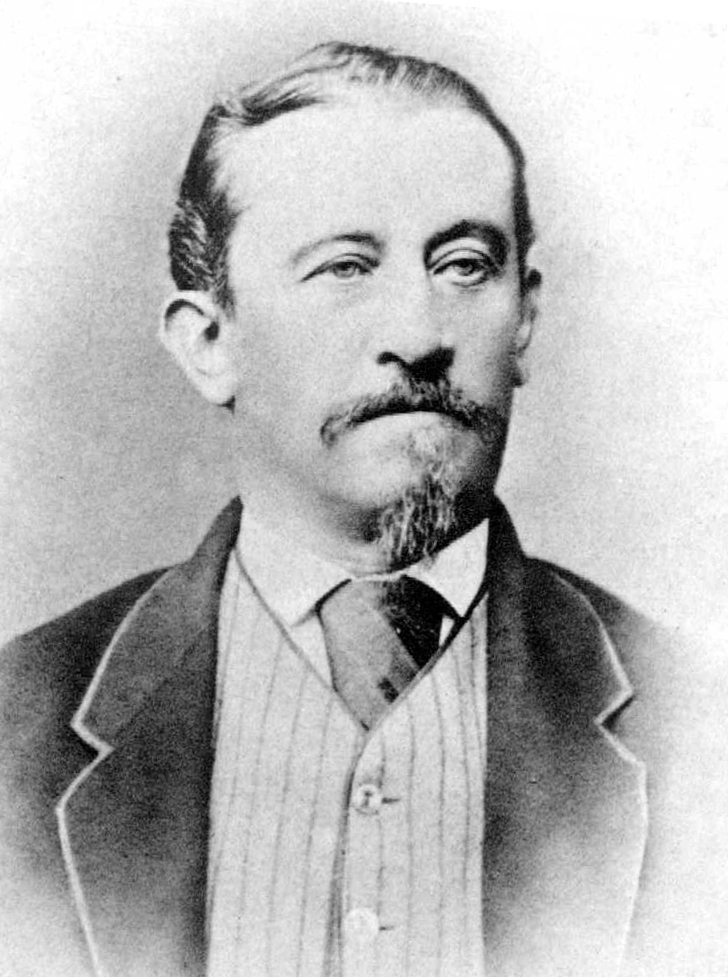
Fran Levstik (1831 - 1887)

Martin Krpan de Vrh o simplemente Martin Krpan es una de las primeras narraciones artísticas eslovenas, escrita por Fran Levstik en 1858. Se funda probablemente en cuentos populares de las cercanías de Pivka, donde el autor vivió durante un período de su vida.

## Resumen
El protagonista principal, Martin Krpan, es un contrabandista que tiene mucho éxito en su profesión de traficante de sal inglesa. Como este tráfico no es legal, el poder nunca le deja en paz, pero él siempre sabe qué decir para evitar cualquier tipo de castigo o multa. Además de ser muy ingenioso es también muy fuerte y valiente. Una vez el emperador, que se encontraba de paso por el país, le vio levantar a su yegua (que parecía muy pequeña, comparada con su gran amo) como si fuera una bolsa de harina.
Un año después, cuando su país se encuentra en peligro, el emperador de Austria se acuerda de aquel fuerte campesino Krpan y decide llamarle para que mate al gigante Brdavs, el protagonista negativo del cuento, que viene al castillo y pone en peligro al imperio. Martin Krpan no queda muy contento con la decisión del emperador, porque en realidad no tiene muchas ganas de ir a Viena y combatir, pero como debe cumplir las órdenes, finalmente, va. 
Durante su estancia en la corte, Krpan come mucho y se bebe todo el vino, por lo cual la emperatriz se enfada con él. La situación empeora aún más cuando Krpan decide cortar el tilo que crece en el patio de la corte para fabricar un arma con su madera, porque todos los sables y espadas que se les dan son demasiado pequeños para él. A partir del tilo hace una enorme mazo y en la herrería forja un hacha. Krpan, ya harto de la corte y de la emperatriz, decide finalmente montar en su yegua y vencer a Brdavs.
Cuando llega el momento de duelo, Brdavs empieza a reírse y burlarse de Martin, pero él no se preocupa ni por un momento y en unos segundos le corta la cabeza del gigante. El hombre sencillo se convierte así en héroe nacional y el emperador quiere mostrarle su gratitud. Le permite que se case con su hija Jerica, pero esto es demasiado para la emperatriz. Ella empieza a gritar y dice que él ni siquiera es el marido apropiado para su única hija y que mejor le pagarían en vino y comida. Krpan se siente muy ofendido y decide furiosamente dejar la corte. El emperador le pide que pare y que no se separen hostilmente. El héroe se calma y por última vez muestra su modestia porque lo único que desea del emperador es el permiso para transportar sal legalmente.

## La importancia del cuentoMartin Krpan de Vrh
El cuento de Levstik ha tenido mucho éxito hasta hoy día. Los niños siguen leyéndolo, los profesores siguen dando clases sobre este tema, que es también popular entre los historiadores de la literatura. A ellos les interesa especialmente el motivo de la sal inglesa, investigando sobre todo qué se esconde bajo la sal inglesa. Algunos dicen que es una metáfora para la sabiduría, la ciencia y la cultura importadas de otros países (refiriéndose a la influencia alemana en la cultura eslovena). Otros afirman que se trata simplemente de sal, porque en el siglo XXVII la gente tenía que pagar muchos impuestos al comprar sal legalmente, por esto la compraban en el mercado negro.
Además de ser popular en el campo de la literatura, el motivo de Krpan está presente en toda la cultura popular eslovena. Existe un grupo de música llamado Martin Krpan, es el nombre de la competición para decidir quién es el hombre más fuerte de Eslovenia, existe una marca de utensilios para ingeniería forestal y otros objetos, marcas y acontecimientos cuyo nombre, tomado de este cuento, en la mayoría de los casos hace alguna referencia a la fuerza del protagonista.
- Datos: Q3555081
- Multimedia: Martin Krpan / Q3555081